# Rafał Marton
Rafał Andrzej Marton (ur. 7 maja 1971 w Warszawie) – polski pilot rajdowy, wielokrotny zdobywca tytułu Mistrza Polski, Mistrza Europy, wielokrotny uczestnik Rajdu Dakar.
Główne osiągnięcia: 
3. miejsce w Rajdzie Dakar 2020 w klasie T4, 
8. miejsce w Rajdzie Dakar 2021 w klasie T4,
2. miejsce w Rajdzie Kapadocji 2003 w klasie generalnej.
W Rajdzie Dakar brał udział w latach 2002, 2003, 2004, 2008 (z kierowcą Łukaszem Komornickim), w latach 2007, 2010, 2011 (z Grzegorzem Baranem) w 2016 w zespole Orlen Team, w latach 2019 i 2020 (z Maciejem Domżałą). W roku 2021 z Markiem Goczałem. W latach 2012, 2013, 2014, 2015 w Rajdzie Dakar był pilotem Adama Małysza
Rafał Marton jest uczestnikiem Rajdowych Mistrzostw Polski, Mistrzostw Europy i Pucharu Świata Cross–Country, w którym w 2004 roku zajął 4. miejsce przegrywając zaledwie jednym punktem ze Stéphanem Peterhanselem.
W 2013 został odznaczony Srebrnym Krzyżem Zasługi.

## Osiągnięcia sportowe
2025
- Rajd Baja Czarne - 2. miejsce w klasie Challenger[2]
- Rajd Nadwiślański - 2. miejsce w kl. generalnej HRSMP[2]
- Rajd Baja Borne Sulinowo - 1. miejsce w klasie Challenger[2]
- Rajd Świdnicki - nie ukończył (awaria)[2]
- Rajd Baja Drawsko - 3. miejsce w klasie Challenger[2]

2024
- Rajd Baja Drawsko - 1. miejsce w kl. generalnej (1. miejsce w klasie SSV)[2]
- Rajd Baja Riverside - 3. miejsce w kl. generalnej (2. miejsce w klasie SSV)[2]
- Rajd Polskie Safari - 1. miejsce w kl. generalnej (1. miejsce w klasie SSV)[2]
- Rajd Baja Poland - 2. miejsce w kl. generalnej (1. miejsce w klasie SSV)[2]
- Rajd Niepodległości - 3. miejsce w kl. generalnej (1. miejsce w klasie SSV)[2]
- tytuł I v-ce Mistrza Polski w kl. generalnej[2]
- tytuł Mistrza Polski w klasie SSV[2]
- tytuł Mistrza Polski w klasie T4Nat+[2]
- tytuł Mistrza Europy w klasie T4[2]

2023
- Rajd Desert Express 300 - 1. miejsce w klasie TH[2]
- Rajd Baja Drawsko - nie ukończył (awaria)[2]
- Rajd Baja Borne Sulinowo - 2. miejsce w klasie TH[2]
- Rajd Polskie Safari - 1. miejsce w klasie TH[2]
- Rajd Baja Riverside - 1. miejsce w klasie T3[2]
- Rajd Baja Poland - 4. miejsce w klasie TH[2]
- Rajd Niepodległości - 2. miejsce w klasie TH[2]
- Rajd Małopolski - 3. miejsce w kl. generalnej HRSMP[2]
- Rajd rzeszowski - 1. miejsce w kl. generalnej HRSMP[2]
- tytuł I v-ce Mistrza Polski w klasie TH[2]
- tytuł I v-ce Mistrza Europy w klasie TH[2]
- tytuł I v-ce Mistrza Europy w klasie T3[2]

2022
- Rajd Baja Drawsko - 5. miejsce w klasie T4Nat[2]
- Rajd Baja Borne Sulinowo - 3. miejsce w kl. generalnej (1. miejsce w klasie T4Nat)[2]
- Rajd Baja Czarne - 3. miejsce w kl. generalnej (1. miejsce w klasie T4Nat)[2]
- Rajd Polskie Safari - 3. miejsce w klasie T4Nat[2]
- Rajd Baja Poland - 1. miejsce w klasie T4Nat[2]
- tytuł I v-ce Mistrza Polski w klasie T4Nat[2]
- tytuł I v-ce Mistrza Europy w klasie T4[2]

2021
- Rajd Baja Drawsko – 1. miejsce w klasie TH[3]
- Rajd Baja Wysoka Grzęda – nie ukończył[3]
- Rajd Polskie Safari – 1. miejsce w klasie TH[3]
- Rajd Baja Poland – 4. miejsce w klasie TH[3]
- Raid of the Champions – 3. miejsce w klasie TH[3]
- Rajd Niepodległości – 2. miejsce w klasie TH[3]
- II Rajdowe Mistrzostwa Polski samochodów Terenowych – 2. miejsce[3]
- tytuł I v-ce Mistrza Polski w klasie TH[3]
- tytuł Mistrza Europy w klasie TH[3]

### 2020
- Rajd Baja Poland – 1. miejsce w klasie T2 w klasyfikacji Pucharu Świata[4]
- Rajd Baja Poland – 1. miejsce w klasie T2 w klasyfikacji Pucharu Świata[4]

### 2019
- Adrenalin Kupa Bugac - 1. miejsce w klasie UTV[5]
- Rajd Baja Drawsko - 1. miejsce w klasie UTV, (2. miejsce w kl. generalnej)[6]
- Rajd Baja Riverside - 6. miejsce w klasie UTV
- Geotermia Lądek Zdrój - (nie ukończył)
- Rajd Polskie Safari - 2. miejsce w klasie UTV, (4. miejsce w kl. generalnej)[7]
- Orlen Baja Poland - 1. miejsce w klasie UTV, (7. w kl. generalnej)[7]
- Rajd Baja Szczecinek - 3. miejsce w klasie UTV, (8. miejsce w kl. generalnej)
- Terep Rally Gyula - 2. miejsce w klasie  UTV
- Rajd Baja Europe - 2. miejsce w klasie UTV, (3. miejsce w kl. generalnej)
- Raid of Champions - 3. miejsce w klasie SSV, (3. miejsce w kl. generalnej)
- tytuł Mistrza Polski w Rajdach Terenowych 2019 - klasa UTV[5]
- tytuł II v-ce Mistrza Polski w Rajdach Terenowych 2019 – kl. generalna
- tytuł Mistrza Europy Centralnej FIA - CEZ w klasie SSV

### 2018
- Rajd Columna Medica Baja Drawsko – 3. miejsce w klasie UTV T
- Rajd Morocco Desert Challenge – 1. miejsce w kl. generalnej
- Rajd Columna Medica Polskie Safari – 1. miejsce w klasie UTV T i (3. miejsce w kl.generalnej)
- Rajd Baja Aragon – 5. miejsce w klasie OPEN
- Rajd Polskie Safari –1. miejsce w klasie UTV T (3. miejsce w kl. generalnej)
- Rajd Hungarian Baja – 2. miejsce w klasie UTV OPEN BUGGY
- Rajd Columna Medica Baja Poland – 1. miejsce w klasie UTV T
- Turmen Desert Race – nie ukończył (awaria)
- Rajd Baja Szczecinek – 1. miejsce w klasie UTV T  (3. miejsce w kl. generalnej)
- Rajd Portalegre 500 – 17. miejsce w klasie UTV
- tytuł Mistrza Polski w Rajdach Terenowych 2018 – klasa UTV
- tytuł II v-ce Mistrza Polski w Rajdach Terenowych 2018 – kl. generalna

### 2017
- Rajd Baja Drawsko – 2. miejsce w kl. generalnej
- Rajd Baja Carpathia – 4. miejsce w kl. generalnej
- Rajd Nac Warszawskie Safari – 1. miejsce w kl. generalnej
- Rajd Polskie Safari – nie ukończył (awaria)
- Rajd Hungarian Baja – 1. miejsce w kl. OPEN Buggy
- Rajd Baja Poland – nie ukończył (awaria)
- Rajd OiLibya  Maroc – 22. miejsce w kl. generalnej
- Rajd Baja Żagań – 4. miejsce w kl. generalnej (3. miejsce w kl. T1)
- tytuł v-ce Mistrza Polski w Rajdach Terenowych 2017 –  kl. generalna
- tytuł v-ce Mistrza Polski w Rajdach Terenowych 2017 – grupa T1

### 2016
- Rajd Baja Drawsko – 2. miejsce w kl. generalnej
- Rajd Baja Poland Carpathia – nie ukończył (awaria)
- Rajd Silk Way Rally – nie ukończył
- Rajd Baja Poland – 7. miejsce w kl. generalnej

### 2015
- Rajd Abu Dhabi Desert Challenge – 7. miejsce w kl. generalnej
- Rajd Sealine Qatar – 6. miejsce w kl. generalnej
- Rajd Baja Poland – nie ukończył

### 2014
- Rajd Baja Italia – nie ukończył (awaria)
- Rajd Abu Dhabi Desert Challenge – 2. miejsce w kl. generalnej
- Rajd Sealine Qatar – 4. miejsce w kl. generalnej
- Rajd Baja Aragon – 9. miejsce w kl. generalnej
- Rajd Baja Hungaria – nie ukończył
- Rajd Baja Poland – 2. miejsce w kl. generalnej

### 2013
- Rajd Baja Żagań – 3. miejsce w kl. generalnej
- Rajd Baja Poland 2013 – 4. miejsce w kl. generalnej, (3. miejsce w klasyfikacji RMPST)
- Rajd Silk Way 2013 – nie ukończył
- Rajd Baja Carpathia – 1. miejsce w kl. generalnej
- Rajd Baja Rabakoz – nie ukończył (awaria)
- Rajd Baja Toolimpex Cup – 1. miejsce w kl. generalnej
- Rajd Baja Italia 2013 – 4. miejsce w kl. generalnej
- tytuł Mistrza Europy CEZ 2013 w rajdach cross country
- tytuł I v-ca Mistrza Polski w Rajdach Terenowych 2013 – kl. generalna
- tytuł I v-ce Mistrza Polski w Rajdach Terenowych 2013 – grupa T1
- tytuł I v-ce Mistrza Czech w Rajdach Terenowych 2013 – kl. generalna
- tytuł I v-ce Mistrza Czech w Rajdach Terenowych 2013 – grupa T1

### 2012
- Rajd Baja Vsetin 2012 – 1. miejsce w RMPST, (2. miejsce w kl. generalnej)
- Rajd Baja Poland 2012 – 2. miejsce w RMPST, (5. miejsce w kl. generalnej)
- Rajd Baja Gyula Varfudo Cup 2012 – 8. miejsce w kl. generalnej
- Rajd Silk Way 2012 – 3. miejsce w kl. generalnej
- Rajd Baja Carpathia – 5. miejsce w kl. generalnej, (1. miejsce RMPST)
- Rajd Baja Puglia i Lucania – 15. miejsce w kl. generalnej
- Rajd Baja Rabakoz – 24. miejsce w kl. generalnej
- Rajd Italian Baja 2012 – nie ukończył (awaria)
- Rajd Dakar 2012 – 37. miejsce w kl. generalnej
- Rajd Baja Poland 2012 – 5. miejsce w kl. generalnej
- tytuł Mistrza Polski 2012 – kl. generalna
- tytuł Mistrza Polski 2012 – grupa T1
- tytuł Mistrza Czech 2012 – kl. generalna
- tytuł Mistrza Czech 2012 – grupa T1
- 4. miejsce Mistrzostwa Europy (CEZ) 2012

### 2011
- Rajd Baja Slovakia – 4. miejsce w kl. generalnej, 2. miejsce RPPCC
- Rajd Baja Vsetin – 4. miejsce w kl. generalnej, 2. miejsce RPPCC
- Rajd Baja Poland – 4. miejsce w kl. generalnej, 2. miejsce RPPCC
- Rajd Hungarian Baja – nie ukończył (awaria samochodu)
- Rajd Baja Gyula 2011 – 5. miejsce w kl. generalnej, 1. miejsce RPPCC
- Rajd Baja Carpathia 2011 – 5. miejsce w kl. generalnej, 1. miejsce RPPCC
- Rajd Italian Baja 2011 – I miejsce w klasie T2.1
- Rajd Dakar 2011 – 25. miejsce w kl. generalnej T4
- tytuł II v-ce Mistrza Europy (CEZ) 2011 – kl. generalna
- tytuł I v-ce Mistrza Europy (CEZ) 2011 – grupa T1

- I miejsce Rajdowy Puchar Polski Cross Country 2011 – kl. generalna
- I miejsce Rajdowy Puchar Polski Cross Country 2011 – grupa T1
- tytuł II v-ce Mistrza Polski w Rajdach Terenowych 2011 – kl. generalna
- tytuł II v-ce Mistrza Polski w Rajdach Terenowych 2011 – grupa T1
- tytuł Mistrza Czech w Rajdach Terenowych 2011 – kl. generalna
- tytuł Mistrza Czech w Rajdach Terenowych 2011 – grupa T1
- III miejsce Rajdowy Puchar Słowacji Cross Country 2011 – kl. generalna
- III miejsce Rajdowy Puchar Słowacji Cross Country 2011 – grupa T1

### 2010
- Rajd Baja Vsetin 2010 – nie ukończył (awaria samochodu)
- Rajd Baja Poland 2010 – 4. miejsce w kl. generalnej
- Rajd Baja Carpathia 2010 – nie ukończył (awaria samochodu)
- Rajd Baja Prohun 500 2010 – 8. miejsce w kl. generalnej
- Rajd Dakar 2010 – 20. miejsce w kl. generalnej T4

### 2009
- Rajd RMF Morocco Challenge 2009 – 3. miejsce w kl. Sport
- Rajd Internext Vsetin – 1. miejsce w kl. generalnej RMPST
- Rajd Baja Poland 2009 – 3. miejsce w kl. generalnej RMPST
- Rajd Transgothica 2009 – 3. miejsce w kl. generalnej
- Rajd Hungarian Baja 2009 – nie ukończył (awaria samochodu)
- Rajd Baja Polonia 2009 – 3. miejsce w kl. generalnej RMPST
- Rajd Italian Baja 2009 – 3. miejsce w klasie Diesel
- tytuł Mistrza Polski w Rajdach Terenowych 2009

### 2008
- Rajd Transsyberia 2008 – nie ukończył (awaria samochodu)
- Rajd Tunezji 2008 (PŚCC) – nie ukończył (awaria samochodu)

### 2007
- Rajd Maroka 2007 (PŚCC) – 8. miejsce w kl. generalnej
- Rajdu Tunezji 2007 (PŚCC) – 9. miejsce w kl. generalnej
- Rajd Dakar 2007 – nie ukończył (awaria samochodu)

### 2006
- Rajd II Ruda RMPST 2006 – 1. miejsce (klasa C)
- Rajd I Runda RMPST 2006 – 1. miejsce (klasa C)

### 2005
- Rajd 20 Mercedes Truck Rally – 1. miejsce (klasa C)
- Rajd Berlin–Wrocław 2006 – nie ukończył (awaria samochodu)

### 2004
- Rajd Tunezji 2004 (PŚCC) – 7. miejsce w kl. generalnej
- Rajd Dakar 2004 – 14. miejsce w kl. generalnej
- tytuł v-ce Mistrza Polski w Rajdach Terenowych 2005 (klasa C)

### 2003
- Puchar Świata Cross Country 2003 – 4. miejsce w kl. generalnej
- Rajd Dubaju 2003 (PŚCC) – nie ukończył (awaria samochodu)
- Rajd Argentyny 2003 – nie ukończył (awaria samochodu)
- Rajd Orientu 2003 (PŚCC) – 2. miejsce w kl. generalnej
- Rajd Maroka 2003 (PŚCC) – 5. miejsce w kl. generalnej
- Rajd Portugalia Baja 2003 (PŚCC) – nie ukończył (awaria samochodu)
- Rajd Tunezji 2003 (PŚCC) – 4. miejsce w kl. generalnej
- Rajd Italian Baja 2003 (PŚCC) – 6. miejsce w kl. generalnej
- Rajd Dakar 2003 – nie ukończył (awaria samochodu)

### 2002
- Rajd Dubaju 2002 (PŚCC) – 10. miejsce w kl. generalnej
- Rajd Egiptu 2002 (PŚCC) – 10. miejsce w kl. generalnej
- Rajd Deutschland Baja 2002 – 3. miejsce w kl. generalnej
- Master Rally 2002 (PŚCC) – 15. miejsce w kl. generalnej
- Rajd Italian Baja 2002 (PŚCC) – 32. miejsce w kl. generalnej
- Rajd Dakar 2002 – nie ukończył (awaria samochodu)